# 邱小琪
邱小琪（1956年6月—），男，广西陆川人，中华人民共和国政治人物、外交官。

## 生平
邱小琪毕业于北京外国语学院。1979年，进入中华人民共和国外交部工作，先后在外交部美洲大洋洲司、驻古巴大使馆、驻秘鲁大使馆、外交部拉丁美洲和加勒比司任职。1993年，任驻智利大使馆参赞。1996年9月，出任中华人民共和国驻玻利维亚大使。1998年，任外交部拉丁美洲和加勒比司副司长。2000年，升任拉美司司长。2003年1月，出任中华人民共和国驻西班牙大使兼驻安道尔大使。2009年3月，出任中华人民共和国驻巴西大使。2011年，任外交部大使。2013年8月，出任中华人民共和国驻墨西哥大使。2019年4月，自驻墨西哥大使离任。2020年，任中国公共外交协会副会长。2021年，任中国政府拉美事务特别代表。
2018年1月，当选第十三届全国政协委员。

## 荣誉

### 外国勋章奖章
- 民事功绩大十字勋章（西班牙语：Orden del Mérito Civil (España)）（西班牙，2008年12月5日批准[9]，2008年12月15日于马德里比亚那宫颁发[10]）
- 国家南十字星大十字勋章（葡萄牙語：Ordem Nacional do Cruzeiro do Sul）（巴西，2011年12月20日颁发[11]）
- 墨西哥阿兹特克雄鹰大绶勋章（西班牙语：Orden Mexicana del Águila Azteca）（墨西哥，2019年4月29日公布[12]，2019年4月29日于墨西哥城颁发[13]）

## 家庭
夫人刘敏，两人育有1子。